# 一无所知 (政治运动)
一無所知是1840年代—1850年代美國本土主義者發起的一場政治運動，旨在對抗來自愛爾蘭的天主教基督徒移民。這些移民常被視為美國價值觀的威脅，並且被認為受教宗的操縱和控制。運動主要集中在1854年至1856年期間，目標是限制移民入境，但其實際成效有限。
最初是1843年在紐約以「美國共和黨」名義發起，隨後該運動以本土美國黨（Native American Party）為名擴展至其他州份，並於1854年正式成立一個國家政黨，次年改名為美國黨（American Party）。至於「一無所知」這個名稱源自該政黨的半秘密組織，當其成員被問及有關行動時，他們會統一回答：「我一無所知」。但由於內部分歧，尤其在奴隸制度問題上的意見不合，該運動未能持久，大部分成員於1860年美國總統選舉前轉投新的共和黨。

## 歷史

### 原因
19世纪30年代至60年代期间，美国迎来了大量来自爱尔兰和德国的天主教基督徒移民，这导致新教基督徒与天主教基督徒之间的宗教信仰差异演变为一个政治问题。随著移民潮的加剧，宗教紧张局势也随之升温，并且引发了美国与欧洲之间有关天主教和新教的争论。在选举期间，宗教暴力事件时有发生。
儘管天主教徒声称他们在政治上保持独立，但新教徒认为教宗庇护九世镇压了1848年的自由主义革命，是自由与民主的敌人。这一观点与当时流传的阴谋论不无关联，该阴谋论宣称教宗通过委任爱尔兰主教来控制移民，企图征服美国。基于这种恐惧，查尔斯·艾伦於1849年在纽约成立了一个名为「星条旗社」的秘密组织，这个受誓言约束的社团后来成为美国人党内部分群体的核心。
对天主教徒移民的恐惧进一步激化了新教徒对爱尔兰裔美国人及其主导的民主党的敌意。一些行动主义者组建了秘密团体，协调选票并全力支持他们的候选人。当这些秘密组织的成员被问及他们的行动时，他们会回答：「我一无所知」（"I know nothing."），这也正是该运动被称为「一无所知」的原因。该运动在1855年的选举中取得了一些成功，赢得了芝加哥、波士顿等主要城市的控制权，并在马萨诸塞州议会和政府中占据了主导地位。

### 崛起

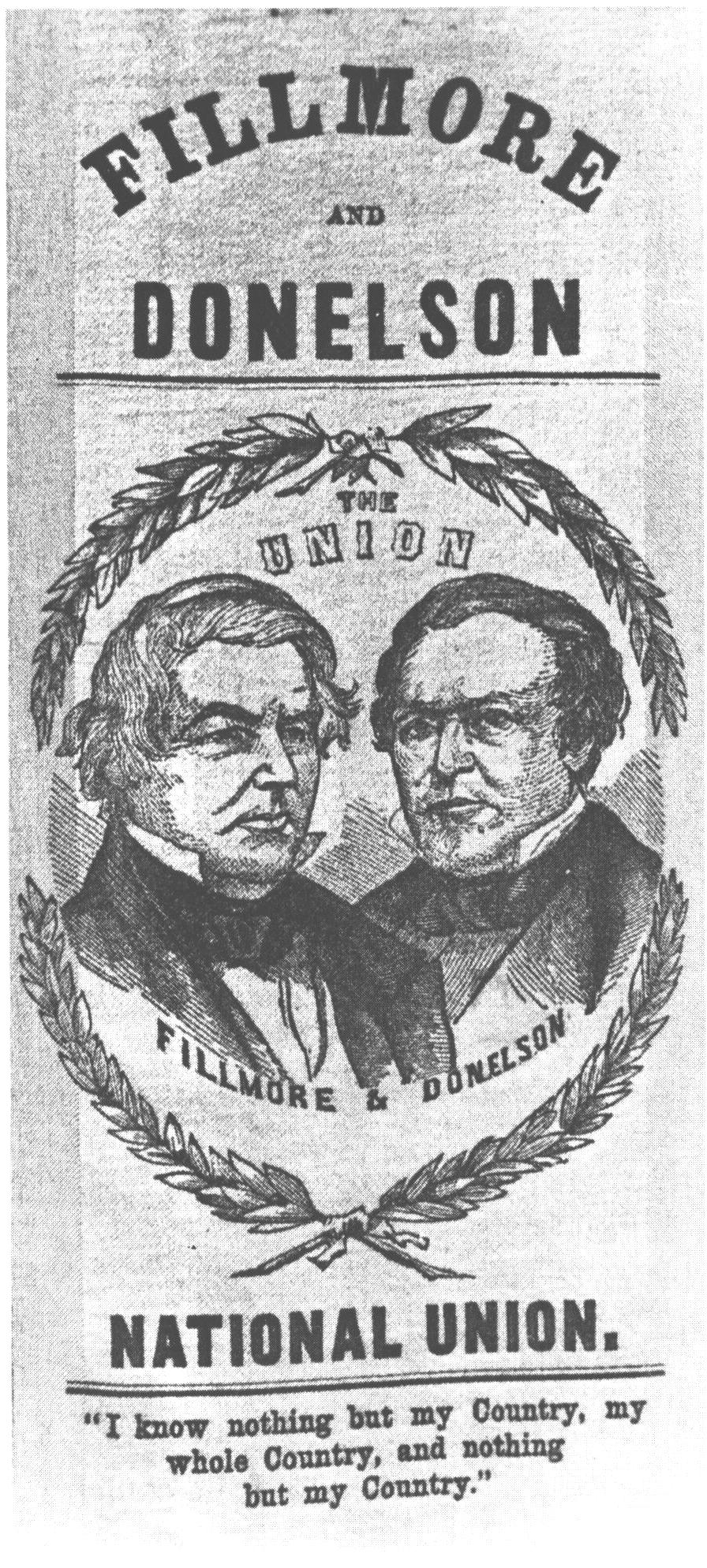
美纳特·菲尔莫尔以及安德鲁·杰克逊·唐尼尔森的競選海報。

1854年春天，「一无所知」运动成功掌控了波士顿、塞勒姆以及其他新英格兰城市，并在同年秋天的麻萨诸塞州选举中创下了历史性的胜利。在费城，担任报社编辑并享有盛名的罗伯特·T·康拉德，以辉格党候选人的身份参加竞选，但很快被揭露为「一无所知」的成员。他在竞选中承诺将打击犯罪、禁止酒吧在周日营业，并且只任命土生土长的美国人，最终获得了压倒性的胜利。在华盛顿哥伦比亚特区，「一无所知」候选人约翰·T·托尔斯击败了在任市长约翰·沃克·莫里，这一结果激怒了民主党、辉格党和自由土地党，促使他们组成了「反一无所知党」（Anti-Know-Nothing Party）以进行抵制。然而，在纽约的一场四人竞选中，「一无所知」候选人仅以26%的支持率排名第三。「一無所知」聲稱在緬因州、印第安納州、賓夕法尼亞州和加利福尼亞州已發揮了決定性影響，但歷史學家們對此存疑，因為當時各個政黨處於混亂狀態，废奴、禁酒運動與本土主義錯綜複雜地交織在一起。儘管如此，「一無所知」推舉的史提芬·帕弗里·韦伯和J·尼利·约翰逊分別當選舊金山市長和加州州長。
「一无所知」运动起先以非中央集权的形式展开，但1854年的选举成功使该运动决定正式成立「美国人党」。随后，美国人党吸引了大量辉格党成员、部分民主党人以及禁酒运动的支持者。当年，美国人党的党员数量从50,000迅速增长到约100万。然而，党内忠诚度问题依然存在，部分党员在投票时仍然支持民主党或共和党候选人。同时，新兴的共和党在北方各州崛起并显示出强大的影响力。儘管美国人党吸引了不少成员，但只有极少数杰出的政治家选择加入，并且大多数党领袖的政治生涯相对短暂。少数例外如印第安纳州的斯凯勒·科尔法克斯和麻萨诸塞州的亨利·威尔逊，两人后来都成为了共和党的重要人物，并最终当选为副总统。
历史学家泰勒·安宾德对这段历史总结道：
「一无所知」运动在1854年选举中取得的成功，很大程度上归因于第二政党体系的瓦解，尤其是辉格党的衰落。辉格党长期受到内部分歧和持续党派斗争的影响，最终被堪萨斯-内布拉斯加法案的争议彻底削弱并几乎消亡。这一局面催生了反奴隶制、禁酒运动和本土主义的兴起，并激发了选民强烈的反党情绪，进一步加速了政党体系的崩解。第二政党体系的瓦解使「一无所知」运动能够吸纳大量的转移选票，这些选票数量甚至超过了该运动本身的支持基础，使得他们在以往本土主义组织失败的地方重新取得成功。 
1854年，一部分美国人党员声称，他们偷走并摧毁了教宗庇护九世（Pius IX）捐赠给华盛顿纪念碑的花岗岩石。他们还接管了纪念碑的管理处，并控制了该建筑长达四年之久。结果在这段期间内进行的部分工程和修缮工作后来被认为需要重新进行。同年，「一无所知」在旧金山成立了一个支部，该支部专门反对大多在当地的金矿中工作的中国、智利和爱尔兰移民。其成员包括州最高法院的一名法官，该法官甚至裁定任何中国人都不能在法庭上作为证人对白人作证。1855年，「一无所知」的成员李维·布恩成功当选为芝加哥市长。然而，共和党人亚伯拉罕·林肯的崛起最终阻止了该党在芝加哥的进一步成功。林肯强烈反对「无所不知」运动的原则，但没有公开谴责，因为他需要该运动成员的选票，才能在伊利诺伊州成功组成反奴隶制联盟。
1855年，俄亥俄州成为了「一无所知」运动实力增强的唯一州份。这一成功主要归功于他们成功拉拢了害怕天主教的德裔路德会教徒和苏格兰裔教徒。在阿拉巴马州，「一无所知」运动主要由一些前辉格党人、前民主党人以及支持政府资助铁路建设的政治局外人组成。同年，弗吉尼亚州的州长选举也引起了全国关注。民主党候选人亨利·亚历山大·怀斯成功说服选民，使他们认为「一无所知」运动与北方废奴主义者同流合污，从而赢得了选举。随著怀斯的胜利，废奴运动在南方开始瓦解。

### 衰落
在1855年至1856年期间，该党很快就在北方衰落。在1856年美国总统选举中，“一无所知”因为奴隶问题而败北。因为其中一个派别支持总统候选人美纳特·菲尔莫尔和副总统候选人安德鲁·杰克逊·唐尼尔森（Andrew Jackson Donelson），他们获得了23%的选民投票和马里兰州的八张选举人票。菲尔莫尔在宾夕法尼亚州没有得到足够的选票去阻止詹姆斯·布坎南进入白宫。大多数进入美国人党的反奴隶制人士在极富争议的德雷德·史考特（Dred Scott）裁决案发生之后加入共和党。美国人党中亲奴隶制的一派仍然在一些南方州份的州和地方各级仍然实力强悍，但是在1860年美国总统选举中，他们不再是一支重要的国家政治运动力量。
一些历史学家认为，“一无所知”南派从根本上说是和“一无所知”北派不同的，他们受本土主义或者反天主教主义的影响比保守的联邦主义的影响要小；“一无所知”南派大多数都是害怕民主党亲奴隶制极端主义者和北方反奴隶制共和党出现的前辉格党人。在路易斯安那州和马里兰州，“一无所知”争取到了天主教徒的支持。不过，历史学家Michael F. Holt则认为，“一无所知”主义起初在南方发展起来；同样，它也在北方——孕育着本土主义、反天主教主义和对不负责任的政客的憎恨——中发展起来，而不是保守的联邦主义。他还引用了前田纳西州州长威廉·B·坎贝尔（William B. Campbell）在1855年1月写的话，“我对支持他们那种观念的普遍态度感到很震惊——也就是说美国本土主义和反天主教主义——它无所不在。」
只有少数的“一无所知”人是有钱人；大部分“一无所知”人都是工人或者小农民，他们的工作或者生活方式受到低成本劳动力和新移民经常出现的文化差异问题所威胁。1854年，“一无所知”在北方州份选举中取得了惊人的胜利，赢得了马萨诸塞州议会的控制权，并在宾夕法尼亚州得到了40%的选票。虽然大多数新移民定居在北方，但是本地人对他们感到仇恨和愤怒的情况是全国性的。最初，美国人党在南方获得选票支持，吸引很多前南方辉格党人去投他们的票。不过在19世纪50年代，没有任何政党能忽视奴隶问题，1855年，美国人党分裂成北派（反奴隶制）和南派（亲奴隶制）。分裂后，很多投“一无所知”一票的人转去支持另外一个新政党。新政党拥有包含了亲西部、扩张主义和反奴隶制度的政策的很多特征。这个政党就是于1854年成立的共和党。

## 後世用法
「一无所知」（Know Nothing）这个词比该党本身更具持久影响力，并在后世的政治语境中成为了一个带有负面含义的词彙。19世纪末，民主党常常使用「一无所知」这个词来形容共和党，以争取天主教徒的选票支持。随著时间的推移，这个词语逐渐演变成具有挑衅性和诽谤意味的措辞，用来暗指对手既是本土主义者，又是无知的人。
到了20世纪初，「一无所知」已经成为了一种用来贬低政敌的标籤。2006年，《旗帜周刊》总编辑威廉·克里斯托尔在一篇社论中批评了一些民粹共和党人，指出他们没有意识到将共和党转变为一个反移民的「一无所知」政党的潜在危险。次年，《纽约时报》在2007年5月20日的头版社论中也提及「这一代的『一无所知』人」，当时正值美国关于移民法案的激烈辩论之际。

## 政纲
美国人党提出的政纲，还包括以下内容：
- 严格限制移民入境，特别是天主教国家移民。
- 只允许本土出生的美国人进入政府机关工作。
- 强制实行移民必须居住满21年才能申请入籍。
- 只允许新教信徒成为公立学校教师。
- 强制实行公立学校进行每天阅读圣经。
- 限制酒类销售。

## 总统候选人
| 任数 | 姓名            | 姓名 | 任期                        | 政党   | 宗教       | 副总统 | 届数 |
| ---- | --------------- | ---- | --------------------------- | ------ | ---------- | ------ | ---- |
| 13   | 米勒德·菲尔莫尔 |      | 1850年7月9日 - 1853年3月4日 | 辉格党 | 唯一神教派 | 缺任   | 16   |

## 虚构描寫
美国人党在2002年被电影《纽约黑帮》呈现在世人面前，其中丹尼尔·戴-刘易斯）饰演被称为"屠夫比尔"的威廉，这个角色的原型来自“一无所知”的领导者威廉·普尔。“一无所知”在作家诺亚·戈登写的历史小说Shaman中，也扮演了一个主要角色。

## 书目
- Anbinder; Tyler. Nativism and Slavery: The Northern Know Nothings and the politics of the 1850s (1992). Online version; also online at ACLS History e-Book （页面存档备份，存于）, the standard scholarly study
- Baum, Dale. "Know-Nothingism and the Republican Majority in Massachusetts: The Political Realignment of the 1850s." Journal of American History 64 (1977–78): 959-86. **also in The Civil War Party System: The Case of Massachusetts, 1848–1876 (1984) online （页面存档备份，存于）
- Billington, Ray A. The Protestant Crusade, 1800–1860: A Study of the Origins of American Nativism (1938), standard scholarly survey
- Bladek, John David. "'Virginia Is Middle Ground': the Know Nothing Party and the Virginia Gubernatorial Election of 1855." Virginia Magazine of History and Biography 1998 106(1): 35–70. ISSN 0042-6636
- Cheathem, Mark R. "'I Shall Persevere in the Cause of Truth': Andrew Jackson Donelson and the Election of 1856". Tennessee Historical Quarterly 2003 62(3): 218–237. ISSN 0040-3261 Donelson was Andrew Jackson's nephew and K-N nominee for Vice President
- Dash, Mark. "New Light on the Dark Lantern: the Initiation Rites and Ceremonies of a Know-nothing Lodge in Shippensburg, Pennsylvania" Pennsylvania Magazine of History and Biography 2003 127(1): 89–100. ISSN 0031-4587
- Gienapp, William E. The Origins of the Republican Party, 1852–1856 (1978), detailed statistical study, state-by-state
- Holt, Michael F. The Rise and Fall of the American Whig Party (1999) online （页面存档备份，存于）
- Holt, Michael F. Political Parties and American Political Development: From the Age of Jackson to the Age of Lincoln (1992)
- Holt, Michael F. "The Antimasonic and Know Nothing Parties", in Arthur Schlesinger Jr., ed., History of United States Political Parties (1973), I, 575–620.
- Hurt, Payton. "The Rise and Fall of the 'Know Nothings' in California," California Historical Society Quarterly 9 (March and June 1930).
- Leonard, Ira, and Robert Parmet, American Nativism, 1830–1860 (1971)
- Levine, Bruce. "Conservatism, Nativism, and Slavery: Thomas R. Whitney and the Origins of the Know-nothing Party" Journal of American History 2001 88(2): 455–488. ISSN 0021–8723
- Maizlish, Stephen E. "The Meaning of Nativism and the Crisis of the Union: The Know-Nothing Movement in the Antebellum North."  in William Gienapp, ed. Essays on American Antebellum Politics, 1840–1860 (1982) pp 166–98 online edition （页面存档备份，存于）
- Melton, Tracy Matthew. Hanging Henry Gambrill: The Violent Career of Baltimore's Plug Uglies, 1854–1860 (2005)
- Nevins, Allan. Ordeal of the Union: A House Dividing, 1852–1857 (1947), overal political survey of era
- Overdyke, W. Darrell The Know-Nothing Party in the South (1950) online （页面存档备份，存于）
- Voss-Hubbard, Mark. Beyond Party: Cultures of Antipartisanship in Northern Politics before the Civil War Johns Hopkins U. Press 2002.
- Wilentz, Sean, The Rise of American Democracy. (2005). ISBN 0-393-05820-4.

### 一手資料
- Frederick Rinehart Anspach. The Sons of the Sires: A History of the Rise, Progress, and Destiny of the American Party (1855) by K-N activist online edition
- Samuel Clagett Busey. Immigration: Its Evils and Consequences (1856) online edition （页面存档备份，存于）
- Anna Ella Carroll. The Great American Battle: Or, The Contest Between Christianity and Political Romanism (1856) online edition （页面存档备份，存于）
- Fillmore, Millard. Millard Fillmore Papers Ed. by Frank H. Severance (1907) online edition （页面存档备份，存于）
- The Wide-awake Gift: A Know-nothing Token for 1855 (1855) online edition （页面存档备份，存于）